# Houssem Mrezigue
Houssem Mrezigue (en arabe : حسام مريزيق), est un footballeur algérien né le 23 mars 2000 à Aïn Arnat. Il évolue au poste de milieu défensif au Dinamo Makhatchkala.

## Biographie

### Carrière en club
Houssem Mrezigue évolue en première division algérienne avec le club algérois du CR Belouizdad.
Il fait ses débuts en professionnel le 6 décembre 2020, en entrant en jeu contre le club libyen d'Al Nasr Benghazi (victoire 0-2), pour le match retour du tour de qualification de la Ligue des champions de la CAF 2020-2021.
Il marque son premier but en professionnel lors du derby, contre l'USM Alger (victoire 2-4), lors de la saison 2020-2021 du championnat d'Algérie. Ce match comptant pour la 37eme journée permet aux belouizdadis de remporter le sacre.
Houssem a remporté deux fois consécutivement le Championnat d'Algérie de football. Le premier lors de la saison 2020-2021 et le second lors de la saison 2021-2022.

### Équipe nationale A
Houssem Mrezigue est convoqué le 21 novembre 2021 par Madjid Bougherra en équipe d'Algérie pour disputer la Coupe arabe de la FIFA 2021. Une première participation à un tournoi international réussit ou Houssem Mrezigue sera sacré champion avec l'équipe d'Algérie A'.
Le 17 septembre 2022, Houssem Mrezigue est convoqué en équipe nationale par le sélectionneur Djamel Belmadi afin de participer à deux matchs amicaux contre la Guinée et le Nigeria.

## Statistiques

### En club
| Saison                | Club                  | Championnat           | Championnat | Championnat | Championnat | Coupe nationale | Coupe nationale | Coupe nationale | Coupe de la Ligue | Coupe de la Ligue | Coupe de la Ligue | Compétition(s) continentale(s) | Compétition(s) continentale(s) | Compétition(s) continentale(s) | Compétition(s) continentale(s) | Total | Total | Total |
| Saison                | Club                  | Division              | M.          | B.          | P.d.        | M.              | B.              | P.d.            | M.                | B.                | P.d.              | Comp.                          | M.                             | B.                             | P.d.                           | M.    | B.    | P.d.  |
| 2020-2021             | CR Belouizdad         | Ligue 1               | 35          | 1           | 1           | -               | -               | -               | 1                 | 0                 | 0                 | CAF                            | 9                              | 0                              | 0                              | 45    | 1     | 1     |
| 2021-2022             | CR Belouizdad         | Ligue 1               | 22          | 1           | 1           | -               | -               | -               | -                 | -                 | -                 | CAF                            | 11                             | 1                              | 0                              | 33    | 2     | 1     |
| 2022-2023             | CR Belouizdad         | Ligue 1               | 14          | 1           | 1           | 1               | 0               | 0               | -                 | -                 | -                 | CAF                            | 10                             | 0                              | 0                              | 25    | 1     | 1     |
| 2024                  | CR Belouizdad         | Ligue 1               | 11          | 0           | 0           | 3               | 0               | 0               | -                 | -                 | -                 | -                              | -                              | -                              | -                              | 14    | 0     | 0     |
| Sous-total            | Sous-total            | Sous-total            | 82          | 3           | 3           | 4               | 0               | 0               | 1                 | 0                 | 0                 | -                              | 30                             | 1                              | 0                              | 117   | 4     | 3     |
| 2024-2025             | Dinamo Makhatchkala   | Premier-Liga          | 22          | 2           | 0           | 4               | 0               | 0               | -                 | -                 | -                 | -                              | -                              | -                              | -                              | 26    | 2     | 0     |
| 2025-2026             | Dinamo Makhatchkala   | Premier-Liga          | 5           | 0           | 0           | 2               | 0               | 0               | -                 | -                 | -                 | -                              | -                              | -                              | -                              | 7     | 0     | 0     |
| Sous-total            | Sous-total            | Sous-total            | 27          | 2           | 0           | 6               | 0               | 0               | -                 | -                 | -                 | -                              | -                              | -                              | -                              | 33    | 2     | 0     |
| Total sur la carrière | Total sur la carrière | Total sur la carrière | 109         | 5           | 3           | 10              | 0               | 0               | 1                 | 0                 | 0                 | -                              | 30                             | 1                              | 0                              | 150   | 6     | 3     |

### En sélection nationale
| Saison                | Sélection             | Phases finales        | Phases finales | Phases finales | Phases finales | Éliminatoires CDM | Éliminatoires CDM | Éliminatoires CDM | Éliminatoires CAN | Éliminatoires CAN | Éliminatoires CAN | Matchs amicaux | Matchs amicaux | Matchs amicaux | Total | Total | Total |
| Saison                | Sélection             | Compétition           | M              | B              | Pd             | M                 | B                 | Pd                | M                 | B                 | Pd                | M              | B              | Pd             | M     | B     | Pd    |
| --------------------- | --------------------- | --------------------- | -------------- | -------------- | -------------- | ----------------- | ----------------- | ----------------- | ----------------- | ----------------- | ----------------- | -------------- | -------------- | -------------- | ----- | ----- | ----- |
| 2021-2022             | Algérie               | Coupe arabe 2021      | 4              | 0              | 0              | -                 | -                 | -                 | -                 | -                 | -                 | -              | -              | -              | 4     | 0     | 0     |
| 2022-2023             | Algérie               | -                     | -              | -              | -              | -                 | -                 | -                 | -                 | -                 | -                 | 0              | 0              | 0              | 0     | 0     | 0     |
| Total sur la carrière | Total sur la carrière | Total sur la carrière | 4              | 0              | 0              | -                 | -                 | -                 | -                 | -                 | -                 | 0              | 0              | 0              | 4     | 0     | 0     |

### Matchs internationaux
La liste ci-dessous dénombre toutes les rencontres de l'Équipe d'Algérie de football auxquelles Houssem Mrezigue prend part, du 1er décembre 2021 jusqu'à présent.

## Palmarès

### Palmarès en club
| CR Belouizdad (4) |
| --- |
| - Ligue 1 (3) : - Champion : 2021, 2022 et 2023 - Vice-champion : 2024 - Coupe d'Algérie (1) : - Vainqueur : 2024 - Finaliste : 2023 |

### En sélection nationale
Avec la sélection algérienne, Houssem Mrezigue remporte la Coupe arabe de la FIFA 2021.
| Algérie (1)                                      |
| ------------------------------------------------ |
| - Coupe Arabe de la FIFA (1) - Vainqueur en 2021 |

## Distinctions personnelles
- Meilleur Joueur du Championnat d'Afrique des nations de football 2022
- Membre de l'equipe type du Championnat d'Afrique des nations de football 2022